# Феріболт (округ, Міннесота)
Шаблон:StateAbbr_ 43°41′ пн. ш. 93°57′ зх. д. / 43.68° пн. ш. 93.95° зх. д.
Округ Феріболт (англ. Faribault County) — округ (графство) у штаті Міннесота, США. Ідентифікатор округу 27043.

## Історія
Округ утворений 1855 року.

## Демографія
За даними перепису
2000 року
загальне населення округу становило 16181 осіб, зокрема міського населення було 3453, а сільського — 12728.
Серед мешканців округу чоловіків було 7977, а жінок — 8204. В окрузі було 6652 домогосподарства, 4477 родин, які мешкали в 7247 будинках.
Середній розмір родини становив 2,93.
Віковий розподіл населення поданий у таблиці:
| Стать    | До 15 років | 15-21 | 22-29 | 30-39 | 40-49 | 50-65 | 65-85 | Понад 85 |
| -------- | ----------- | ----- | ----- | ----- | ----- | ----- | ----- | -------- |
| Чоловіки | 1601        | 856   | 566   | 903   | 1305  | 1281  | 1273  | 192      |
| Жінки    | 1453        | 705   | 489   | 904   | 1181  | 1338  | 1678  | 456      |

## Суміжні округи
- Блю-Ерт — північ
- Восека — північний схід
- Фріборн — схід
- Віннебаго, Айова — південний схід
- Кошут, Айова — південний захід
- Мартін — захід

## Виноски
1. ↑  US Decennial Census. US Census Bureau. Архів оригіналу за 26 квітня 2015. Процитовано 15 жовтня 2014.
2. ↑  Historical Census Browser. University of Virginia Library. Архів оригіналу за 11 серпня 2012. Процитовано 15 жовтня 2014.
3. ↑  Population of Counties by Decennial Census: 1900 to 1990. US Census Bureau. Архів оригіналу за 4 серпня 2014. Процитовано 15 жовтня 2014.
4. ↑  Census 2000 PHC-T-4. Ranking Tables for Counties: 1990 and 2000 (PDF). US Census Bureau. Архів оригіналу (PDF) за 18 грудня 2014. Процитовано 15 жовтня 2014.
5. ↑  State & County QuickFacts. Бюро перепису населення США. Архів оригіналу за 7 червня 2011. Процитовано 31 серпня 2013. [Архівовано 2011-06-07 у Wayback Machine.](англ.) Наведено за англійською вікіпедією.
6. ↑  American FactFinder. Бюро перепису населення США. Архів оригіналу за 26 лютого 2012. Процитовано 31 січня 2008. [Архівовано 2008-05-21 у Wayback Machine.]

| США | Це незавершена стаття з географії США. Ви можете допомогти проєкту, виправивши або дописавши її. |